# Guanyu Zhou
Guanyu Zhou (en chino simplificado, 周冠宇; pinyin, Zhōu Guànyǔ; Shanghái, China; 30 de mayo de 1999) es un piloto de automovilismo chino. Fue campeón del Campeonato Asiático de F3 y tercero en el Campeonato de Fórmula 2 de la FIA (ambos en 2021). En 2022 y 2023 fue piloto del equipo Alfa Romeo en Fórmula 1, tras ser piloto reserva de la escudería Alpine en 2021, siendo el primer piloto de la República Popular China en la historia de la categoría. En 2024 fue piloto del equipo Kick Sauber. El 5 de febrero de 2025 se anunció que sería piloto reserva de Scuderia Ferrari.

## Carrera

### Inicios
En 2013, Guanyu Zhou ganó campeonato de karts británico Super 1 y el Rotax Max Euro Challenge en la categoría júnior. Al año siguiente fue subcampeón del Rotax Max Euro Challenge sénior y compitió en el campeonato europeo y en el campeonato mundial en la categoría KF, además de debutar en monoplazas. En 2015, Zhou compitió en el Campeonato de Italia de Fórmula 4, donde fue subcampeón, y ADAC Fórmula 4 para Prema Powerteam.

### Fórmula 3
Zhou compitió en el Campeonato Europeo de Fórmula 3 entre 2016 y 2018, con Motopark Academy en su primera temporada y luego con Prema. En total, logró 13 podios y dos victorias.
A inicios de 2021 corrió en el Campeonato Asiático de F3 con el equipo Abu Dhabi Racing by Prema, donde logró el campeonato de pilotos.

### Fórmula 2

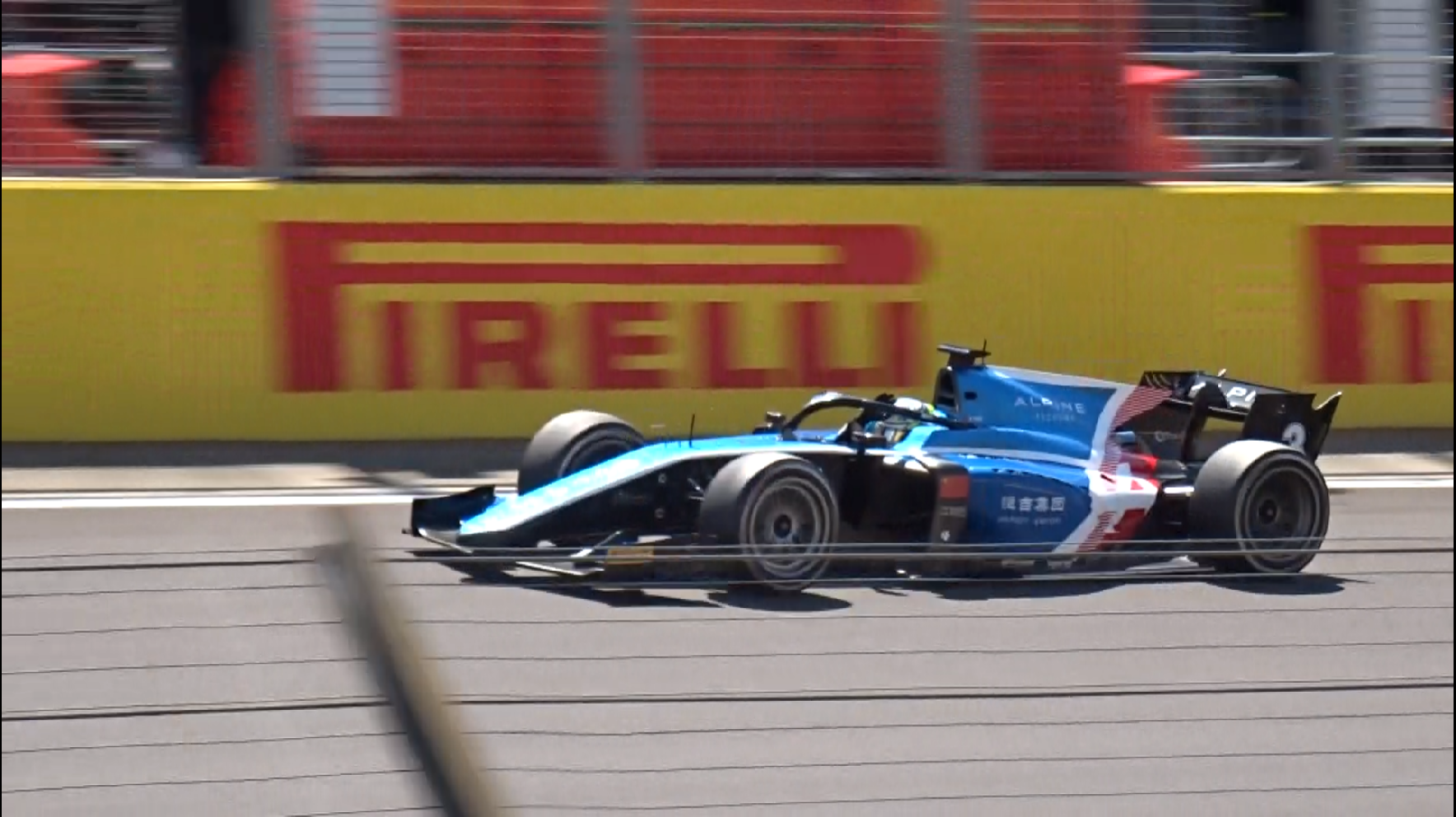
Zhou en la ronda de Silverstone de Fórmula 2 2021, donde ganó en la carrera larga.

En 2019, compitió en el Campeonato de Fórmula 2 de la FIA con el equipo UNI-Virtuosi Racing. En su primera temporada, logró cinco podios y finalizó séptimo en el campeonato, mientras que su compañero Luca Ghiotto fue tercero. Además, en esa temporada fue galardonado con el «Premio Anthoine Hubert» como el mejor novato del año.
En 2020, Zhou logró su primera victoria en la categoría en la carrera corta de Sochi. Otros cinco podios logrados sirvieron para colocarlo en la sexta posición del campeonato, pero detrás de su compañero Callum Ilott, quien resultó subcampeón.
En la temporada 2021, Zhou se disputó el campeonato con Oscar Piastri y Robert Shwartzman, finalizando tercero. El piloto chino ganó carreras en Sakhir, Montecarlo y Silverstone.

### Fórmula 1
Antes de ingresar a la Academia de Renault Sport, Zhou integró la Academia de pilotos de Ferrari durante varios años. Él ingresó a Ferrari en 2014, cuando aún corría en karting, y se marchó a finales de 2018.
A principios de 2019, se incorporó a la academia de Renault y al propio equipo de Fórmula 1 como piloto de desarrollo. A mediados de ese año, Zhou probó por primera vez un monoplaza de Fórmula 1, al realizar pruebas en un R.S.17.
En 2020, Renault realizó una prueba para tres pilotos de su programa, Christian Lundgaard, Oscar Piastri y Guanyu Zhou, otra vez en un monoplaza anticuado, el R.S.18. En las pruebas de la postemporada 2020, el piloto chino manejó por primera vez un vehículo de la temporada vigente, al ser asignado por Renault junto al titular Fernando Alonso.
Al año siguiente, el equipo se renombró a Alpine y Zhou fue parte de las pruebas libres del Gran Premio de Austria con esta escudería.
El 16 de noviembre de 2021 se confirmó su contrato para la temporada 2022 como piloto oficial del equipo Alfa Romeo. En su carrera debut, en Baréin, logró su primer punto al finalizar en el décimo lugar. Volvió a sumar puntos en Canadá, y en el GP posterior a ese, sufrió un vuelco en el inicio de la carrera, que lo llevó a traspasar el muro de contención y finalmente estrellarse contra las vallas. El sistema Halo evitó que sufriera un golpe fatal en la cabeza. En el Gran Premio de Japón consiguió la vuelta rápida marcando 1.44.411.
En la temporada 2023 obtuvo la vuelta rápida en Baréin y en Hungría logró su mejor posición en clasificatoria desde que entró en la Fórmula 1 (5º posición). Gracias a los resultados de Zhou y de su compañero Bottas en la clasificatoria de Hungría, Alfa Romeo (Sauber) obtuvo su mejor resultado en clasificatoria desde 2012. Además, puntuó tres veces, con una novena posición, tanto en el circuito de Australia, como en el de España.Su última gran actuación fue en Catar, en el que obtuvo de nuevo una novena posición tras haber clasificado último el viernes.

## Resumen de carrera
| Temporada | Categoría                                 | Equipo                       | Carreras          | Victorias         | Poles             | VR                | Podios            | Puntos            | Pos.              |
| --------- | ----------------------------------------- | ---------------------------- | ----------------- | ----------------- | ----------------- | ----------------- | ----------------- | ----------------- | ----------------- |
| 2015      | Campeonato de Italia de Fórmula 4         | Prema Powerteam              | 21                | 3                 | 2                 | 0                 | 9                 | 223               | 2.º               |
| 2015      | ADAC Fórmula 4                            | Prema Powerteam              | 9                 | 0                 | 0                 | 0                 | 2                 | 45                | 15.º              |
| 2016      | Campeonato Europeo de Fórmula 3 de la FIA | Motopark                     | 30                | 0                 | 0                 | 0                 | 2                 | 101               | 13.º              |
| 2016      | Masters de Fórmula 3                      | Motopark                     | 1                 | 0                 | 0                 | 1                 | 0                 | N/A               | 16.º              |
| 2016      | Gran Premio de Macao                      | Motopark                     | 1                 | 0                 | 0                 | 0                 | 0                 | N/A               | 15.º              |
| 2016      | Toyota Racing Series                      | M2 Competition               | 15                | 1                 | 0                 | 1                 | 4                 | 685               | 6.º               |
| 2017      | Campeonato Europeo de Fórmula 3 de la FIA | Prema Powerteam              | 30                | 0                 | 0                 | 0                 | 5                 | 149               | 8.º               |
| 2017      | Gran Premio de Macao                      | Prema Powerteam              | 1                 | 0                 | 0                 | 0                 | 0                 | N/A               | 8.º               |
| 2018      | Campeonato Europeo de Fórmula 3 de la FIA | Prema Theodore Racing        | 30                | 2                 | 3                 | 1                 | 6                 | 203               | 8.º               |
| 2018      | Gran Premio de Macao                      | SJM Theodore Racing by Prema | 1                 | 0                 | 0                 | 0                 | 0                 | N/A               | 11.º              |
| 2019      | Campeonato de Fórmula 2 de la FIA         | UNI-Virtuosi Racing          | 24                | 0                 | 1                 | 2                 | 5                 | 140               | 7.º               |
| 2020      | Campeonato de Fórmula 2 de la FIA         | UNI-Virtuosi Racing          | 24                | 1                 | 1                 | 3                 | 6                 | 151.5             | 6.º               |
| 2020      | Fórmula 1                                 | Renault DP World F1 Team     | Piloto de pruebas | Piloto de pruebas | Piloto de pruebas | Piloto de pruebas | Piloto de pruebas | Piloto de pruebas | Piloto de pruebas |
| 2021      | Campeonato Asiático de F3                 | Abu Dhabi Racing by Prema    | 15                | 4                 | 5                 | 5                 | 11                | 257               | 1.º               |
| 2021      | Campeonato de Fórmula 2 de la FIA         | UNI-Virtuosi Racing          | 23                | 4                 | 1                 | 1                 | 9                 | 183               | 3.º               |
| 2021      | Fórmula 1                                 | Alpine F1 Team               | Piloto de pruebas | Piloto de pruebas | Piloto de pruebas | Piloto de pruebas | Piloto de pruebas | Piloto de pruebas | Piloto de pruebas |
| 2021      | Fórmula 1                                 | Alfa Romeo Racing ORLEN      | Piloto de pruebas | Piloto de pruebas | Piloto de pruebas | Piloto de pruebas | Piloto de pruebas | Piloto de pruebas | Piloto de pruebas |
| 2022      | Fórmula 1                                 | Alfa Romeo F1 Team ORLEN     | 22                | 0                 | 0                 | 1                 | 0                 | 6                 | 18.º              |
| 2023      | Fórmula 1                                 | Alfa Romeo F1 Team Stake     | 18                | 0                 | 0                 | 1                 | 0                 | 6                 | 18.º              |
| 2023      | Fórmula 1                                 | Alfa Romeo F1 Team Kick      | 4                 | 0                 | 0                 | 1                 | 0                 | 6                 | 18.º              |
| 2024      | Fórmula 1                                 | Stake F1 Team Kick Sauber    | 20                | 0                 | 0                 | 0                 | 0                 | 4                 | 20.º              |
| 2024      | Fórmula 1                                 | Kick Sauber F1 Team          | 4                 | 0                 | 0                 | 0                 | 0                 | 4                 | 20.º              |
| Fuente:   |                                           |                              |                   |                   |                   |                   |                   |                   |                   |

## Resultados

### Campeonato Europeo de Fórmula 3 de la FIA
(Clave) (negrita indica pole position) (cursiva indica vuelta rápida)

| Año      | Equipo                | Motor      | 1        | 2        | 3         | 4       | 5       | 6        | 7         | 8         | 9         | 10       | 11       | 12      | 13        | 14        | 15       | 16        | 17       | 18       | 19       | 20       | 21        | 22       | 23       | 24        | 25       | 26       | 27       | 28       | 29       | 30       | Pos. | Puntos |
| -------- | --------------------- | ---------- | -------- | -------- | --------- | ------- | ------- | -------- | --------- | --------- | --------- | -------- | -------- | ------- | --------- | --------- | -------- | --------- | -------- | -------- | -------- | -------- | --------- | -------- | -------- | --------- | -------- | -------- | -------- | -------- | -------- | -------- | ---- | ------ |
| 2016     | Motopark              | Volkswagen | LEC 1 14 | LEC 2 3  | LEC 3 8   | HUN 1 8 | HUN 2 3 | HUN 3 4  | PAU 1 11  | PAU 2 Ret | PAU 3 Ret | RBR 1 14 | RBR 2 11 | RBR 3 7 | NOR 1 Ret | NOR 2 6   | NOR 3 4  | ZAN 1 16  | ZAN 2 18 | ZAN 3 16 | SPA 1 17 | SPA 2 8  | SPA 3 11  | NÜR 1 12 | NÜR 2 12 | NÜR 3 12  | IMO 1 6  | IMO 2 5  | IMO 3 10 | HOC 1 11 | HOC 2 13 | HOC 3 11 | 13.º | 101    |
| 2017     | Prema Powerteam       | Mercedes   | SIL 1 7  | SIL 2 7  | SIL 3 Ret | MNZ 1 5 | MNZ 2 6 | MNZ 3 10 | PAU 1 Ret | PAU 2 Ret | PAU 3 10  | HUN 1 7  | HUN 2 3  | HUN 3 4 | NOR 1 3   | NOR 2 8   | NOR 3 12 | SPA 1 12  | SPA 2 17 | SPA 3    | ZAN 1 16 | ZAN 2 8  | ZAN 3 4   | NÜR 1 9  | NÜR 2 14 | NÜR 3 Ret | RBR 1 9  | RBR 2 19 | RBR 3 14 | HOC 1 13 | HOC 2 3  | HOC 3    | 8.º  | 149    |
| 2018     | Prema Theodore Racing | Mercedes   | PAU 1    | PAU 2 12 | PAU 3 13  | HUN 1 2 | HUN 2 4 | HUN 3 5  | NOR 1 9   | NOR 2 12  | NOR 3 4   | ZAN 1 2  | ZAN 2 3  | ZAN 3 2 | SPA 1 Ret | SPA 2 Ret | SPA 3 13 | SIL 1 Ret | SIL 2 6  | SIL 3 8  | MIS 1 4  | MIS 2 11 | MIS 3 Ret | NÜR 1 7  | NÜR 2 8  | NÜR 3 8   | RBR 1 12 | RBR 2 9  | RBR 3 11 | HOC 1    | HOC 2 10 | HOC 3 5  | 8.º  | 203    |
| Fuentes: |                       |            |          |          |           |         |         |          |           |           |           |          |          |         |           |           |          |           |          |          |          |          |           |          |          |           |          |          |          |          |          |          |      |        |

### Campeonato de Fórmula 2 de la FIA
(Clave) (negrita indica pole position) (cursiva indica vuelta rápida puntuable)

| Año  | Escudería           | 1    | 1    | 2    | 2    | 3   | 3   | 4    | 4    | 5    | 5    | 6   | 6   | 7   | 7   | 8   | 8   | 9   | 9   | 10  | 10  | 11   | 11   | 12   | 12   | Pos. | Puntos | Ref.  |
| ---- | ------------------- | ---- | ---- | ---- | ---- | --- | --- | ---- | ---- | ---- | ---- | --- | --- | --- | --- | --- | --- | --- | --- | --- | --- | ---- | ---- | ---- | ---- | ---- | ------ | ----- |
| 2019 | UNI-Virtuosi Racing | SAK  | SAK  | BAK  | BAK  | BAR | BAR | MON  | MON  | LEC  | LEC  | SPI | SPI | SIL | SIL | BUD | BUD | SPA | SPA | MNZ | MNZ | SOC  | SOC  | YMC  | YMC  | 7.º  | 140    | [ 4 ] |
| 2019 | UNI-Virtuosi Racing | 10   | 4    | Ret  | 10   | 3   | 4   | 5    | 3    | 4    | 3    | 6   | 8   | 3   | 8   | 9   | 9   | C   | C   | Ret | 4   | 10   | 5    | 3    | 8    | 7.º  | 140    | [ 4 ] |
| 2020 | UNI-Virtuosi Racing | SPI1 | SPI1 | SPI2 | SPI2 | BUD | BUD | SIL1 | SIL1 | SIL2 | SIL2 | BAR | BAR | SPA | SPA | MNZ | MNZ | MUG | MUG | SOC | SOC | SAK1 | SAK1 | SAK2 | SAK2 | 6.º  | 151.5  | [ 6 ] |
| 2020 | UNI-Virtuosi Racing | 17   | 14   | 3    | 4    | 10  | 8   | 2    | 9    | 8    | 5    | 3   | 14  | 7   | 3   | 5   | Ret | Ret | 5   | 8   | 1   | 14   | 5    | 2    | 4    | 6.º  | 151.5  | [ 6 ] |

| Año  | Escudería           | 1   | 1   | 1   | 2   | 2   | 2   | 3   | 3   | 3   | 4   | 4   | 4   | 5   | 5   | 5   | 6   | 6   | 6   | 7   | 7   | 7   | 8   | 8   | 8   | Pos. | Puntos | Ref.   |
| ---- | ------------------- | --- | --- | --- | --- | --- | --- | --- | --- | --- | --- | --- | --- | --- | --- | --- | --- | --- | --- | --- | --- | --- | --- | --- | --- | ---- | ------ | ------ |
| 2021 | UNI-Virtuosi Racing | SAK | SAK | SAK | MON | MON | MON | BAK | BAK | BAK | SIL | SIL | SIL | MNZ | MNZ | MNZ | SOC | SOC | SOC | YED | YED | YED | YMC | YMC | YMC | 3.º  | 183    | [ 28 ] |
| 2021 | UNI-Virtuosi Racing | 7   | 3   | 1   | 1   | 15  | 5   | 3   | Ret | 13  | Ret | 11  | 1   | 2   | 8   | 2   | DNS | C   | 6   | 17  | 8   | 4   | 8   | 1   | 2   | 3.º  | 183    | [ 28 ] |

### Fórmula 1
(Clave) (negrita indica pole position) (cursiva indica vuelta rápida)

| Año     | Escudería                 | 1      | 2      | 3      | 4       | 5       | 6       | 7      | 8       | 9      | 10      | 11     | 12      | 13      | 14      | 15     | 16     | 17      | 18     | 19     | 20      | 21     | 22     | 23    | 24     | Pos. | Puntos |
| ------- | ------------------------- | ------ | ------ | ------ | ------- | ------- | ------- | ------ | ------- | ------ | ------- | ------ | ------- | ------- | ------- | ------ | ------ | ------- | ------ | ------ | ------- | ------ | ------ | ----- | ------ | ---- | ------ |
| 2021    | Alpine F1 Team            | BHR    | EMI    | POR    | ESP     | MON     | AZE     | FRA    | EST     | AUT TD | GBR     | HUN    | BEL     | NED     | ITA     | RUS    | TUR    | USA     | MEX    | SÃO    | QAT     | ARA    | ABU    |       |        |      |        |
| 2022    | Alfa Romeo F1 Team ORLEN  | BHR 10 | ARA 11 | AUS 11 | EMI 15  | MIA Ret | ESP Ret | MON 16 | AZE Ret | CAN 8  | GBR Ret | AUT 14 | FRA 16† | HUN 13  | BEL 14  | NED 16 | ITA 10 | SIN Ret | JPN 16 | USA 12 | MEX 13  | SÃO 12 | ABU 12 |       |        | 18.º | 6      |
| 2023    | Alfa Romeo F1 Team Stake  | BHR 16 | ARA 13 |        | AZE Ret | MIA 16  | MON 13  |        | CAN 16  | AUT 12 | GBR 15  | HUN 16 |         | NED Ret | ITA 14  | SIN 12 | JPN 13 |         | USA 13 | MEX 14 | SÃO Ret | LVG 15 | ABU 17 |       |        | 18.º | 6      |
| 2023    | Alfa Romeo F1 Team Kick   |        |        | AUS 9  |         |         |         | ESP 9  |         |        |         |        | BEL 13  |         |         |        |        | QAT 9   |        |        |         |        |        |       |        | 18.º | 6      |
| 2024    | Stake F1 Team Kick Sauber | BHR 11 | ARA 18 |        | JPN Ret | CHN 14  | MIA 14  | EMI 15 | MON 16  | CAN 15 |         | AUT 17 | GBR 18  | HUN 18  |         | NED 20 | ITA 18 | AZE 14  | SIN 15 | USA 19 | MEX 15  | SÃO 15 | LVG 13 |       | ABU 13 | 20.º | 4      |
| 2024    | Kick Sauber F1 Team       |        |        | AUS 15 |         |         |         |        |         |        | ESP 13  |        |         |         | BEL Ret |        |        |         |        |        |         |        |        | QAT 8 |        | 20.º | 4      |
| Fuente: |                           |        |        |        |         |         |         |        |         |        |         |        |         |         |         |        |        |         |        |        |         |        |        |       |        |      |        |